# Columna conmemorativa de la fundación de Corrientes
La Columna Conmemorativa de la Fundación de la ciudad de Corrientes es un monumento histórico nacional de Argentina, ubicado en cercanías del acceso al Puente General Manuel Belgrano, en la ciudad de Corrientes, capital de la provincia homónima.

La ciudad de Corrientes fue fundada el 3 de abril de 1588.

El adelantado Juan Torres de Vera y Aragón exploró la región llamada "de las siete corrientes", con la intención de poblar la comarca. El 3 de abril de 1588, fundó la ciudad de San Juan de Vera (actual ciudad de Corrientes) en la barranca inmediata del río Paraná. Cerca del fuerte levantó una cruz de madera, como expresión de la fe que inspiraba sus propósitos. El paraje fue atacado e incendiado por los aborígenes guaraníes, salvándose del siniestro la cruz, luego llamada “del Milagro". En 1730 la cruz fue trasladada desde la precaria ermita que la resguardaba a la primera iglesia, construida en 1720, que se llamó "Santuario de la Cruz del Milagro". La columna conmemorativa de la fundación de Corrientes fue levantada en 1828, durante el gobierno del general Pedro Ferré, en el mismo lugar donde se había instalado en 1588 la “Cruz del Milagro”. La columna, realizada en ladrillo revocado sobre base octogonal, y rematada en un globo, fue transportada en 1970 a su actual emplazamiento, debido a que la cabecera del puente interprovincial General Belgrano que vincula Corrientes con la provincia del Chaco, coincidía con el lugar histórico. El área donde se encuentra actualmente emplazada marca el acceso a la zona urbana y acceso a las costanera norte y sur.

## Galería de imágenes

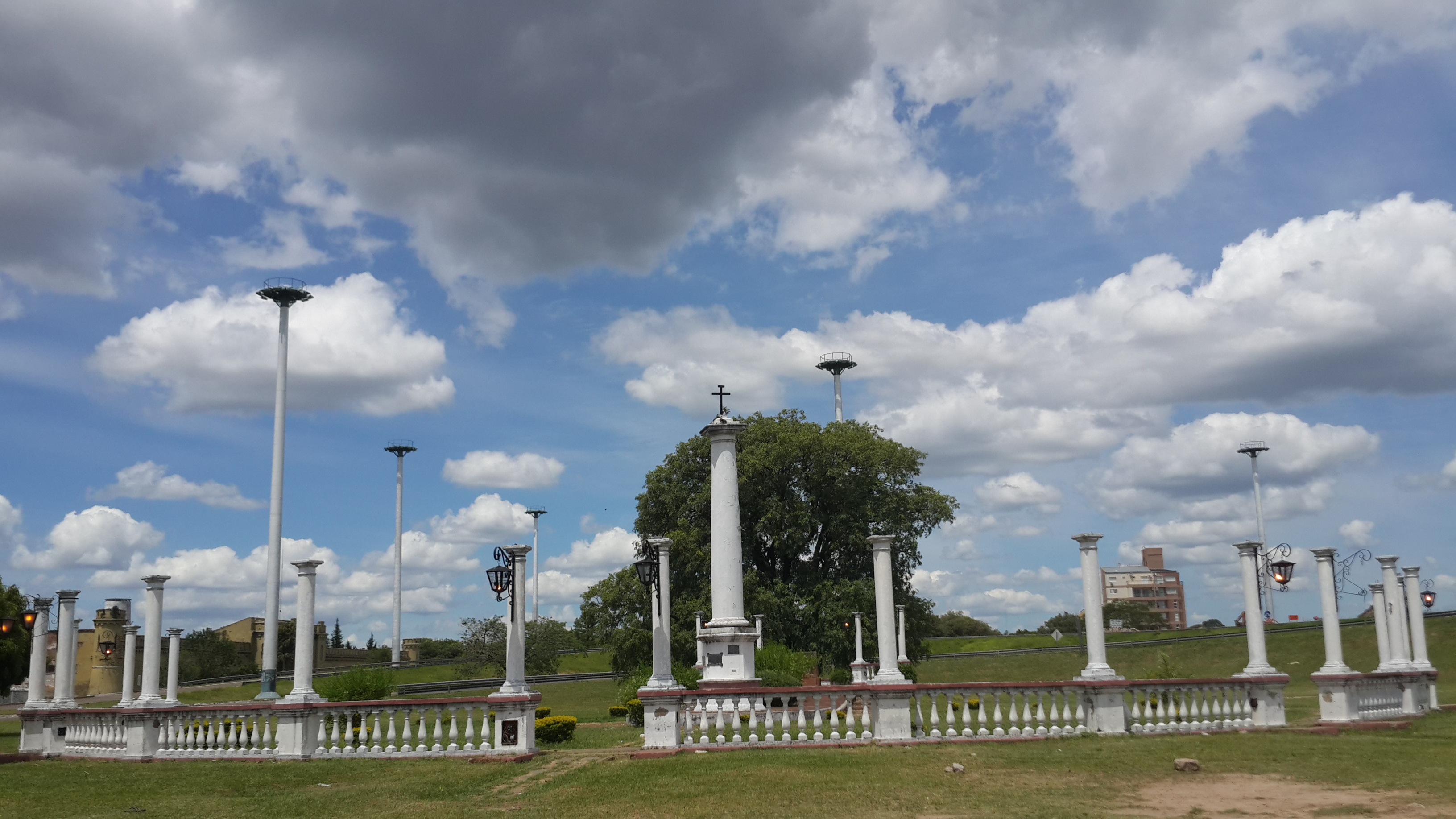
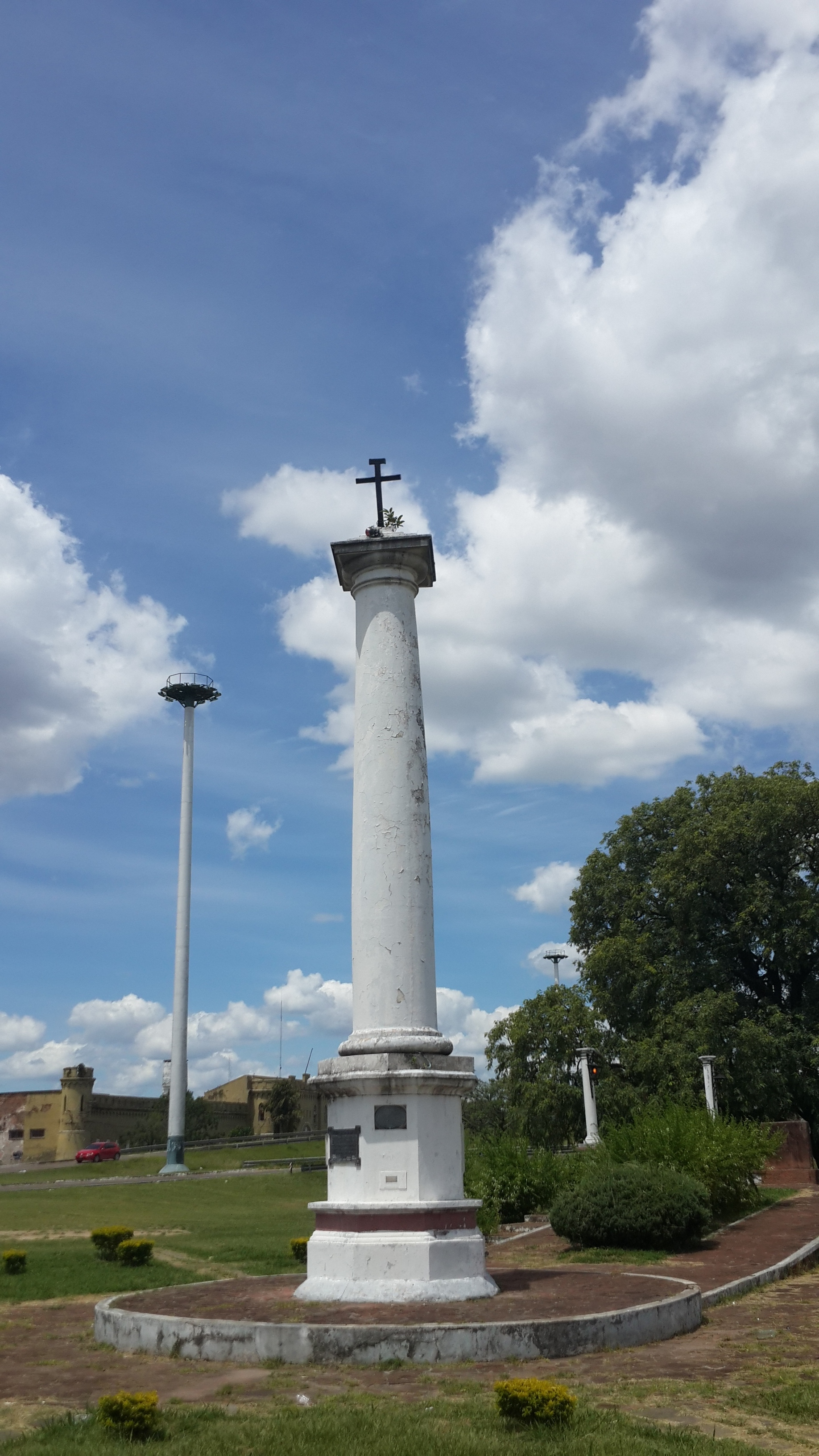
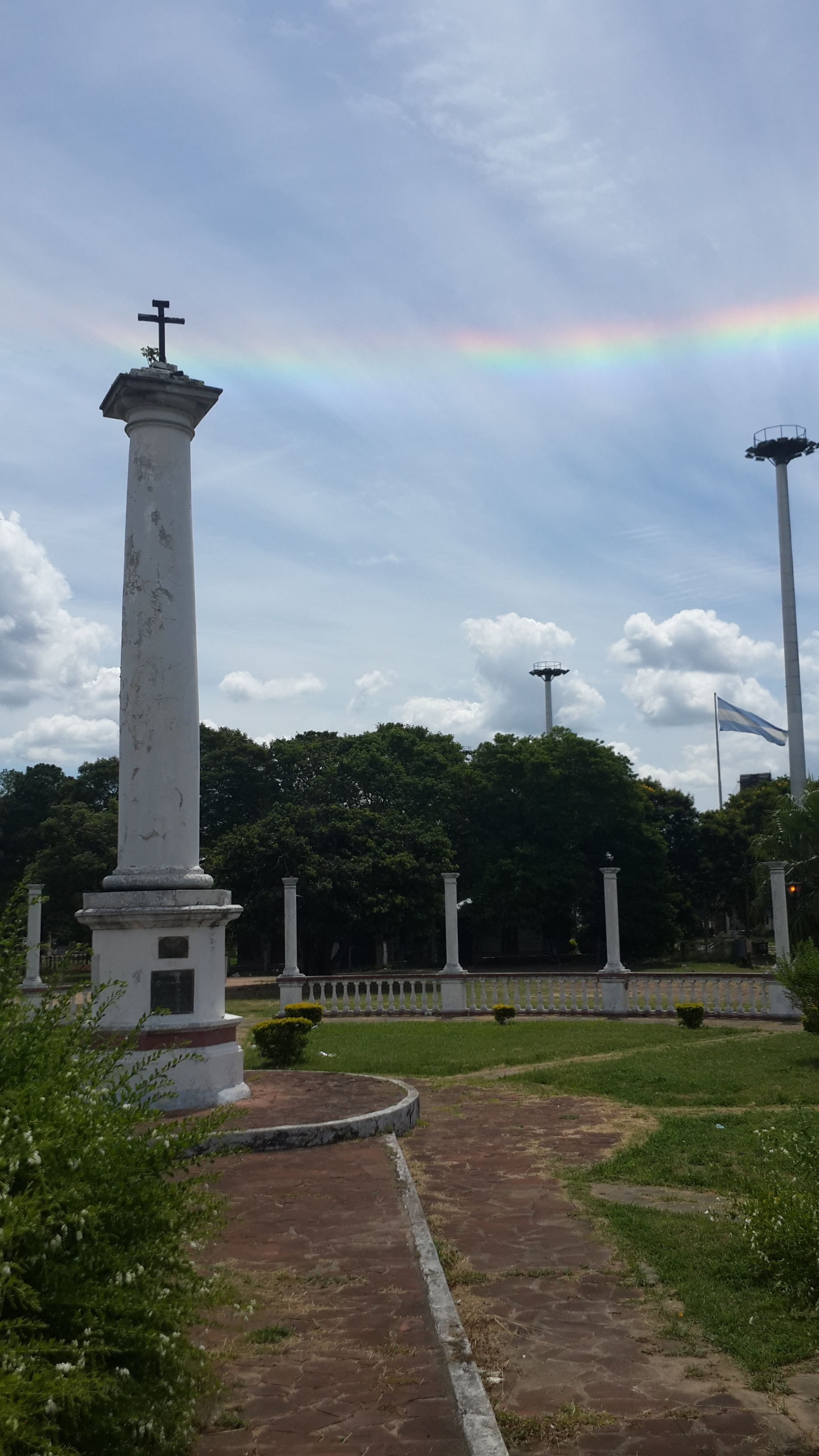
En el cielo puede observarse un halo o aro solar. Fotografía capturada el lunes 1 de febrero de 2016.
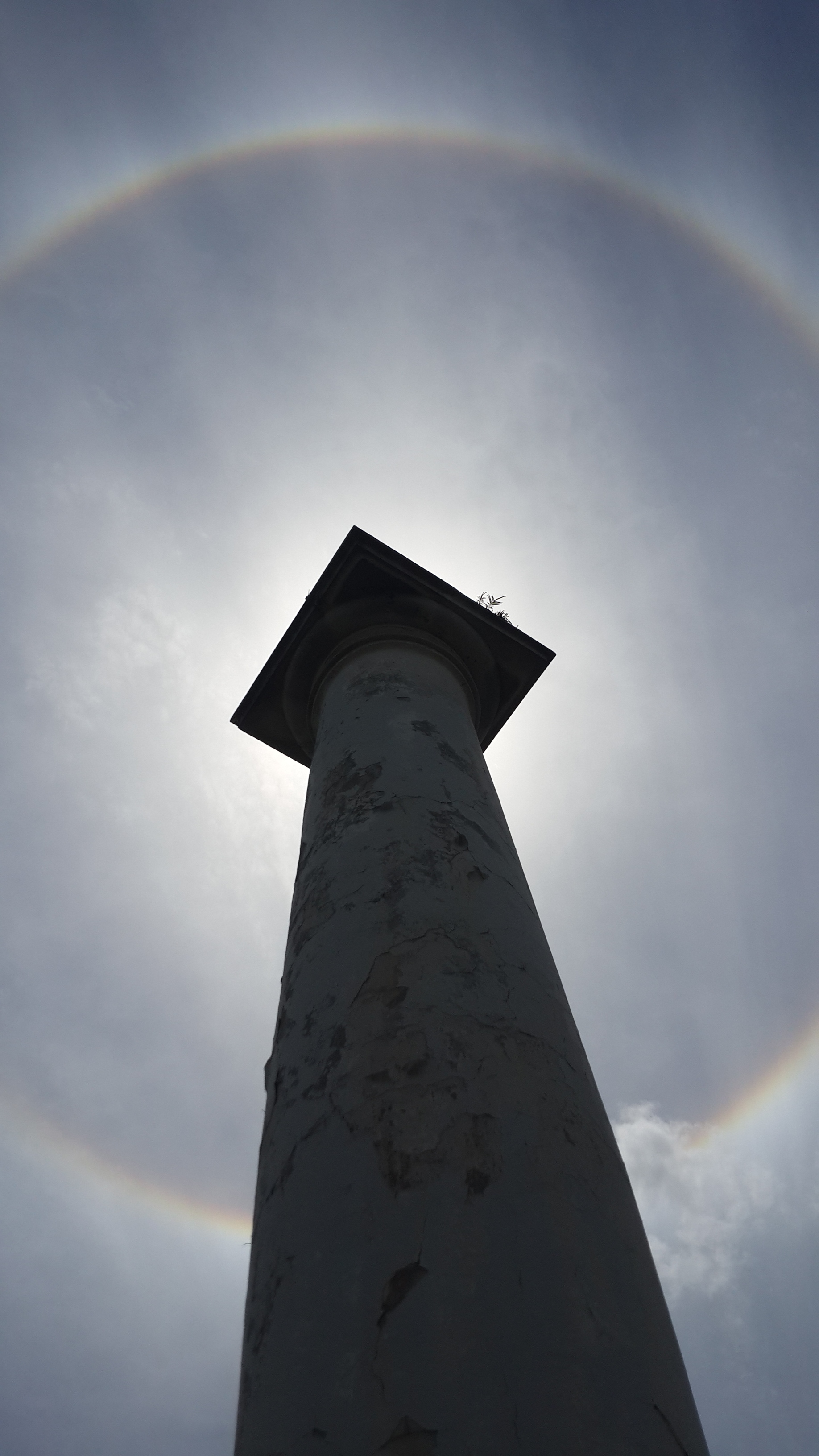
En el cielo puede observarse un halo o aro solar. Fotografía capturada el lunes 1 de febrero de 2016.
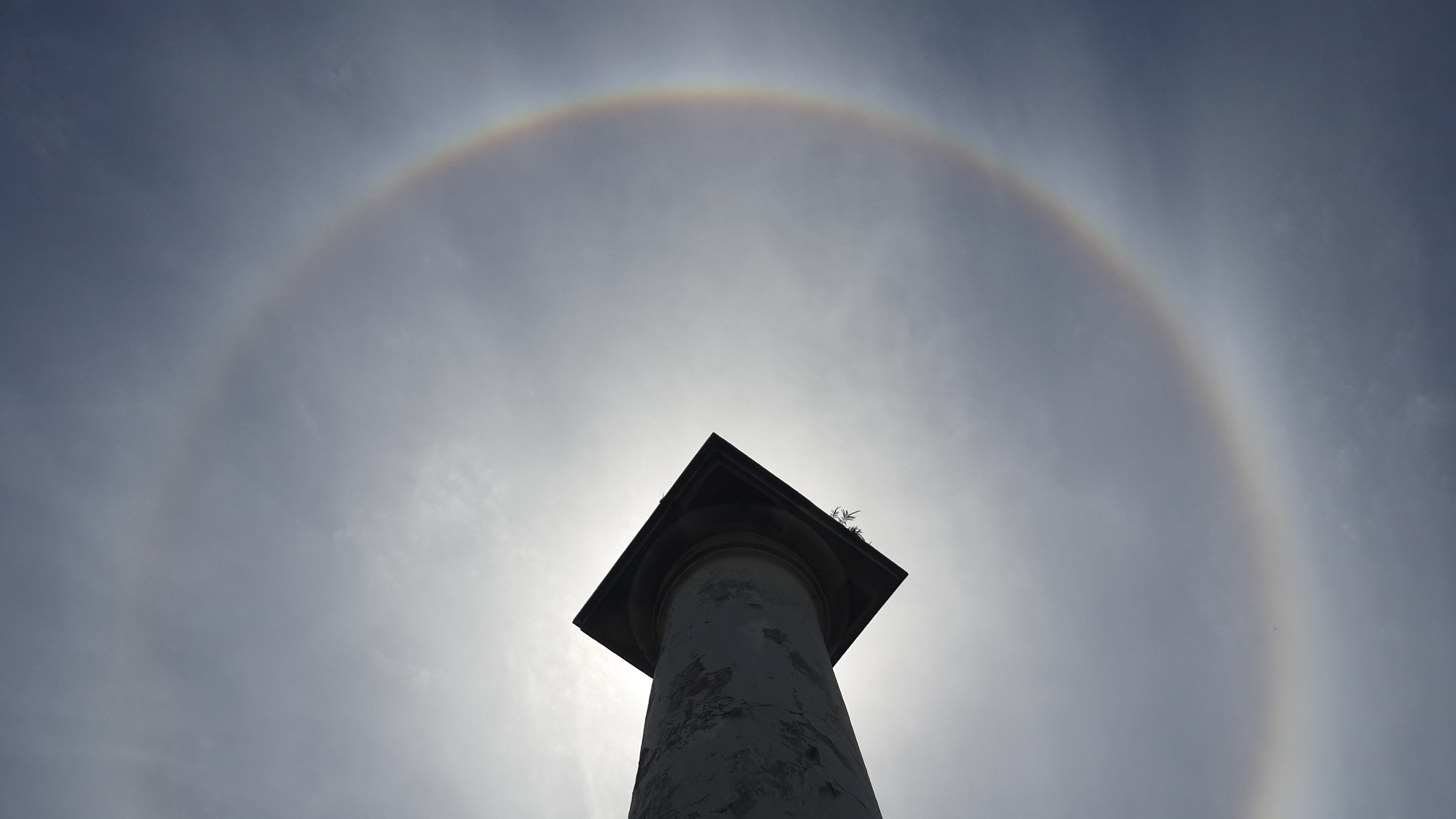
En el cielo puede observarse un halo o aro solar. Fotografía capturada el lunes 1 de febrero de 2016.